# Cacia melanopsis
Cacia melanopsis es una especie de escarabajo longicornio del género Cacia, subfamilia Lamiinae. Fue descrita científicamente por Pascoe en 1866.
Se distribuye por Malasia. Mide 15-21 milímetros de longitud.